# Zusman Segałowicz

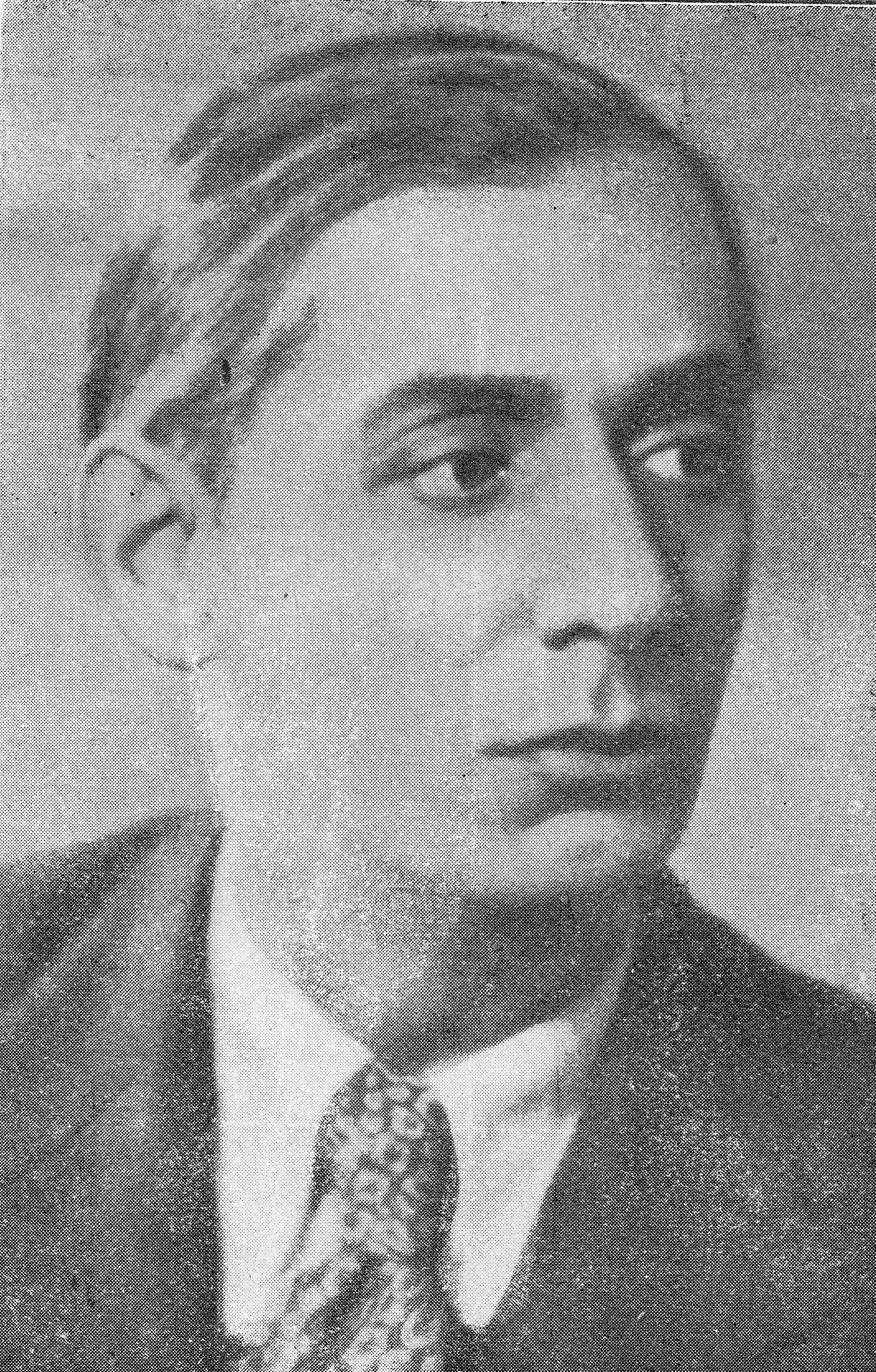
Zusman Segałowicz

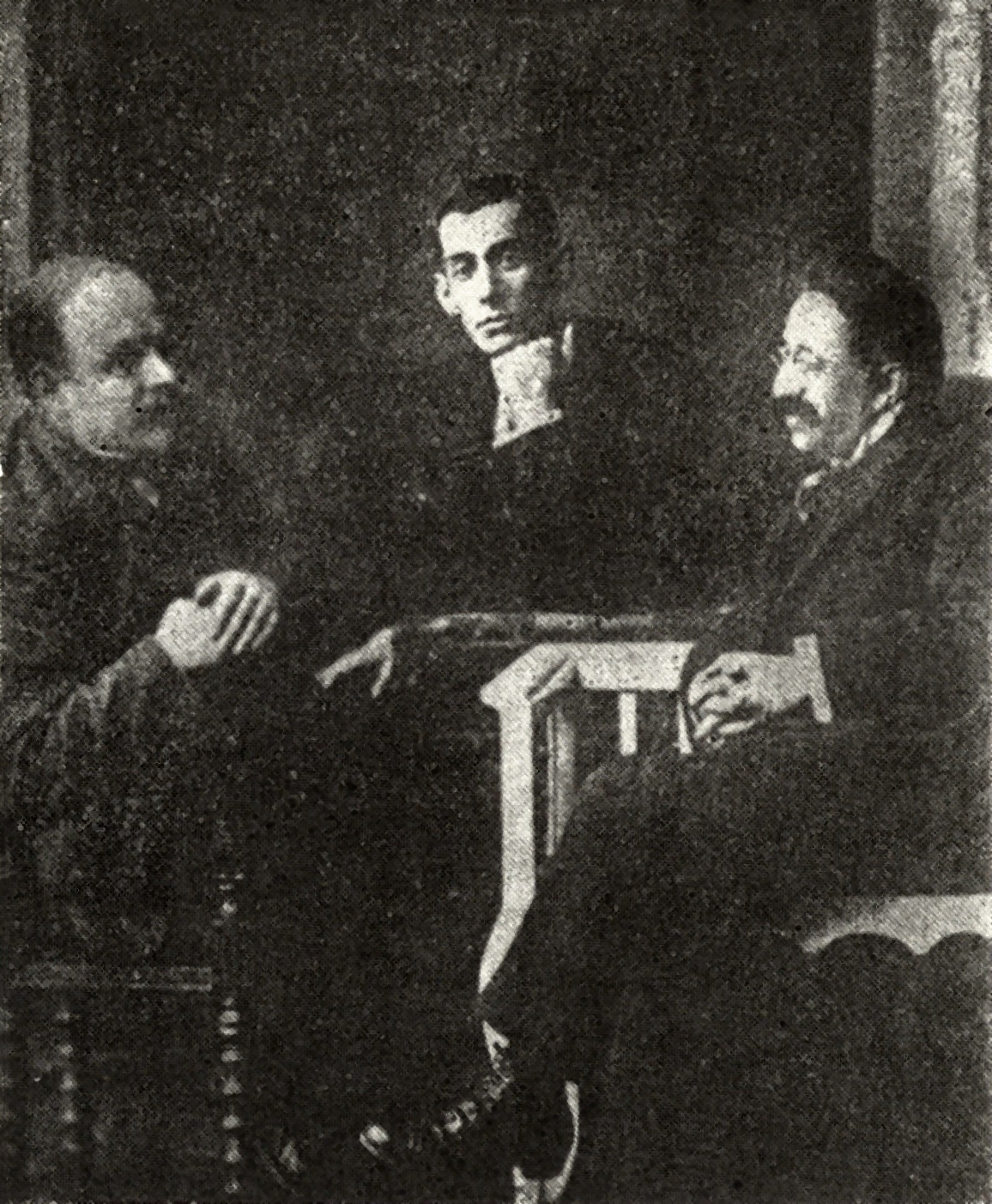
Od lewej: Bialik, Segałowicz i Frischmann w Odessie, 1916

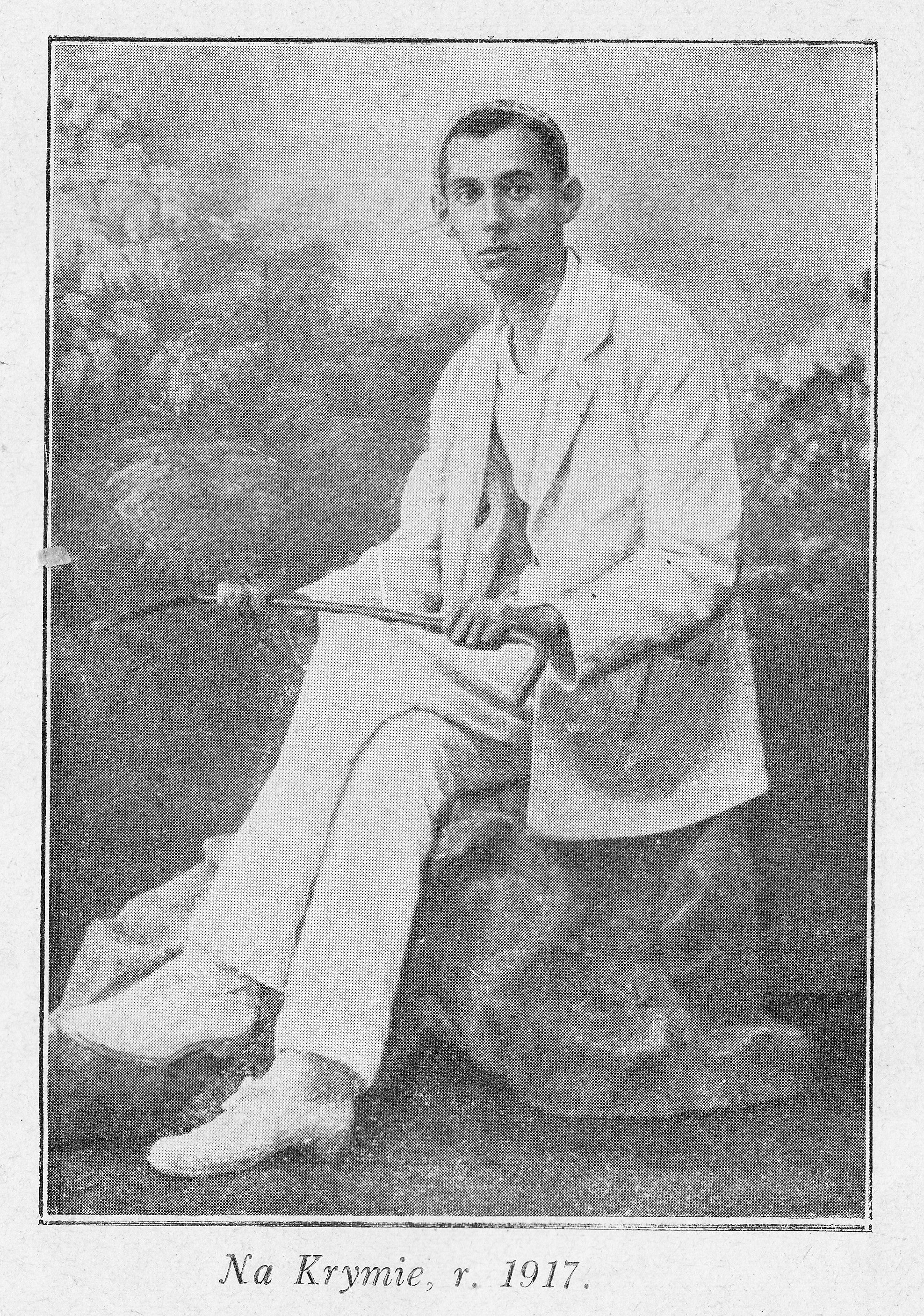
Zusman Segałowicz na Krymie (1917)

Zusman Segałowicz, ps. Aleksander Jawec, Swengali (jidysz זוסמאן סעגאלאוויטש; ur. 26 lutego 1884 r. w Białymstoku, zm. 19 lutego 1949 r. w Nowym Jorku) – poeta i pisarz żydowski, mąż aktorki żydowskiej Klary z Borodinów Segałowicz. Za młodu był związany z Bundem i z tego powodu był aresztowany. W latach 1906–1914 mieszkał w Łodzi. Po wybuchu I wojny światowej wysiedlony do południowej Rosji. Przebywał w Odessie, na Krymie i na Kaukazie. W latach 1916–1917 służył w pułku kerczeńskim armii rosyjskiej. Był świadkiem rewolucji rosyjskiej.

## Twórczość literacka
- 1906 tomik debiutancki
- 1912 In Kazmeż (W Kazimierzu) – znakomity poemat w języku jidisz, osnuty na wątku miłości żydówki Esterki do króla Kazimierza Wielkiego
- 1920 Cajtike trojbn – zbiór liryków miłosnych
- 1920 Fun Rusłand, fun der rewolucje – proza wspomnieniowa
- 1922 Cylka z lasu (1922; wyd. w języku polskim 1929) – powieść prozatorska
- 1929 Bracia Nemzor (1929; wyd. polskie 1936[2])
- 1924–1926 Zeliks jorn (t. 1-3)
- 1926 Majses fun der rusiszer kazarme
- 1926 Unzer froj (Nasza żona) – powieść zawierająca pierwiastki autobiograficzne (w satyryczny sposób autor pokazuje związek Klary z braćmi Segałowicz)
- 1944 Dortn (1944) – zbiór poetycki
- 1945 A bojm fun Pojłn – poezje
- 1946 Tłomackie 13 (wyd. polskie 2001)
- 1948 Icter, poezja nawiązująca do Holokaustu
- 1948 Majne zibn jor in Tel Awiw – autobiografia opisująca życie pisarza w Izraelu